# Eipt

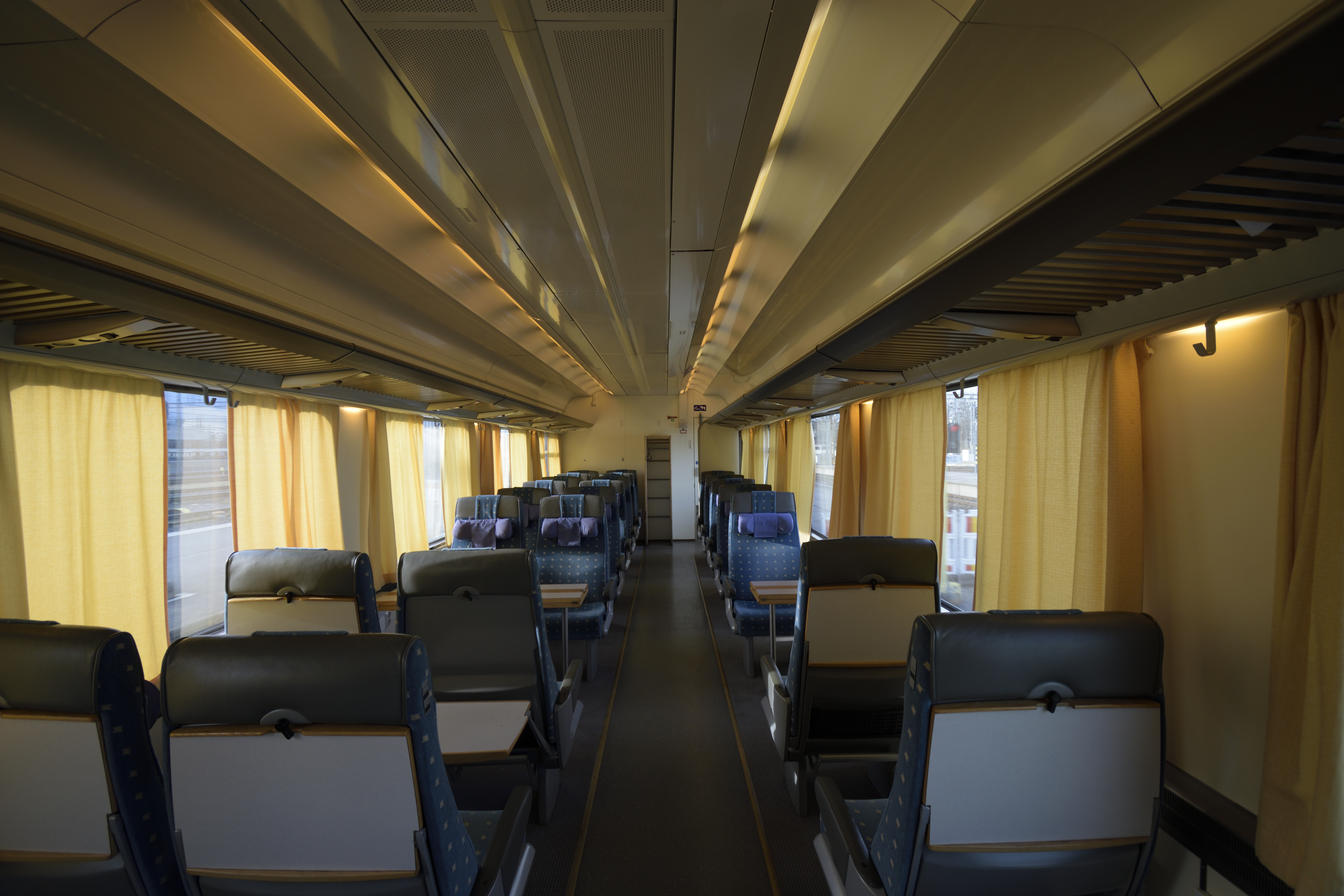
Den öppna avdelningen i Eipt nr. 27376.

Eipt (tidigare Ci) är littera på en serie personvagnar trafikerade av VR åren 1997-2021 för expresståg i Finland. 14 vagnar av littera Cht (tidigare Eht) byggdes 1997-2000 om till littera Ci. Littera Eipt innebär E för Eko-klass (andra klass), i för öppen avdelning (till skillnad från h för kupéer), p för sällskapsdjur och t för teräskori (stålkaross).

## Historia
Vagnarna byggdes år 1975-1976 på Böle maskinverkstad i Helsingfors som kupévagnar. Vagnarna var de första i sitt slag av den andra generationen av VR:s blå vagnar som byggdes av Böle maskinverkstad. Dessa skiljde sig från den första generationen (som i sin tur baserade sig på vagnar byggda år 1961 i Tyskland) genom att ha ett korrugerat tak, en modernare interiör och en förnyad karossdesign. 
Under 1980-talet togs tre kupéer bort från ena ändan av vagnen och ersattes av en salong. Tyget på sitsarna byttes från grönt till orange. Vagnen bytte klass från andra till första klass och litteran ändrades till Cht.
Under ombyggnaden på 1990-talet moderniserades vagnarnas interiör totalt. Alla kupéer togs bort och ersattes av en öppen avdelning med sitsar. De då nya InterCity-sitsarna, som fortfarande i dag installeras i nya InterCity-vagnar, användes för första gången i dessa vagnar år 1997. En separat salong för rökning och en kupé för användning av mobiltelefon lades till. Endast toaletterna och vestibulerna förblev oförändrade. Under samma tidsperiod förnyade också VR alla andra vagnar i första klass. Vagnstypen CEhit byggdes om till CEi, och två vagnar som ursprungligen kommit från samma vagnsserie (Eht) som Ci-vagnarna men som istället börjat trafikera i Sibelius-tåget, renoverades också för fortsatt användning i Sibelius-tåget. Inuti var CEi-vagnarnas öppna avdelning identisk med Ci-vagnarnas.
Förnyelsen av Ci-vagnarna, tillsammans med CEi-vagnarna, var den sista gången någon av VR:s blå vagnar totalrenoverades. Under 2000-talet, fast fortfarande flitigt i bruk, började vagarnas teknologi och design bli föråldrade. Avsaknaden av bland annat låggolv, automatiska dörrar och en föråldrad WC-teknologi där avloppet leddes ut på spåren, ledde till att behovet av att ersätta dessa vagnar blev stort. Redan på 1980-talet, då nya blåa vagnar fortfarande byggdes, var dessa problem uppenbara.
År 2004 upphörde första klass att finnas i VR:s expresståg. Ci-vagnarna ändrades till andra klass och bytte namn till Eipt. Salongen ändrades om till en plats för sällskapsdjur. Den gula randen på utsidan av vagnen, som signalerade att vagnen var första klass, togs bort. I och med att rökning i VR:s tåg förbjöds år 2013 konverterades rökkupéerna till förvaringsrum för bagage. Under andra hälften av 2010-talet började Eipt-vagnarna endast användas i nattåg eftersom dagsexpresstågen upphörde att existera och regionaltågen gick från att använda lokdriva vagnar till Dm12-rälsbussar. Från och med år 2020 började vagnarna skrotas, medan några donerades till museiföreningar och privata aktörer. Den sista gången som en Eipt-vagn användes i passagerartrafik var 17 april 2021 i tåg 262 från Kolari till Helsingfors. På sommaren användes samma vagn för diverse funktioner som bromsvagn för växlingsarbeten och bemanningsvagn.

## Lista över vagnar
| Nummer | Byggnadsår | Ombyggnadsår | Öde                                        |
| ------ | ---------- | ------------ | ------------------------------------------ |
| 27367  | 1975       | 1997         | Skrotad                                    |
| 27368  | 1975       | 1998         |                                            |
| 27369  | 1975       | 1997         | Skrotad                                    |
| 27370  | 1975       | 1998         | I privat ägo, flyttad till Skuru, Raseborg |
| 27371  | 1975       | 1998         | I privat ägo                               |
| 27372  | 1975       | 1998         | Skrotad                                    |
| 27373  | 1976       | 1998         | I privat ägo, flyttad till Skuru, Raseborg |
| 27374  | 1976       | 1999         | Ägs av Höyryveturimatkat                   |
| 27376  | 1976       | 1998         | Ägs av Haapamäen Museoveturiyhdistys       |
| 27378  | 1976       | 1999         | Skrotad                                    |
| 27379  | 1976       | 1998         | Ägs av Junakulttuuriyhdistys               |
| 27380  | 1976       | 1997         | Ägs av Höyryveturimatkat                   |
| 27381  | 1976       | 1999         | I privat ägo, flyttad till Skuru, Raseborg |
| 27382  | 1976       | 1999         | I privat ägo, flyttad till Skuru, Raseborg |

## Galleri

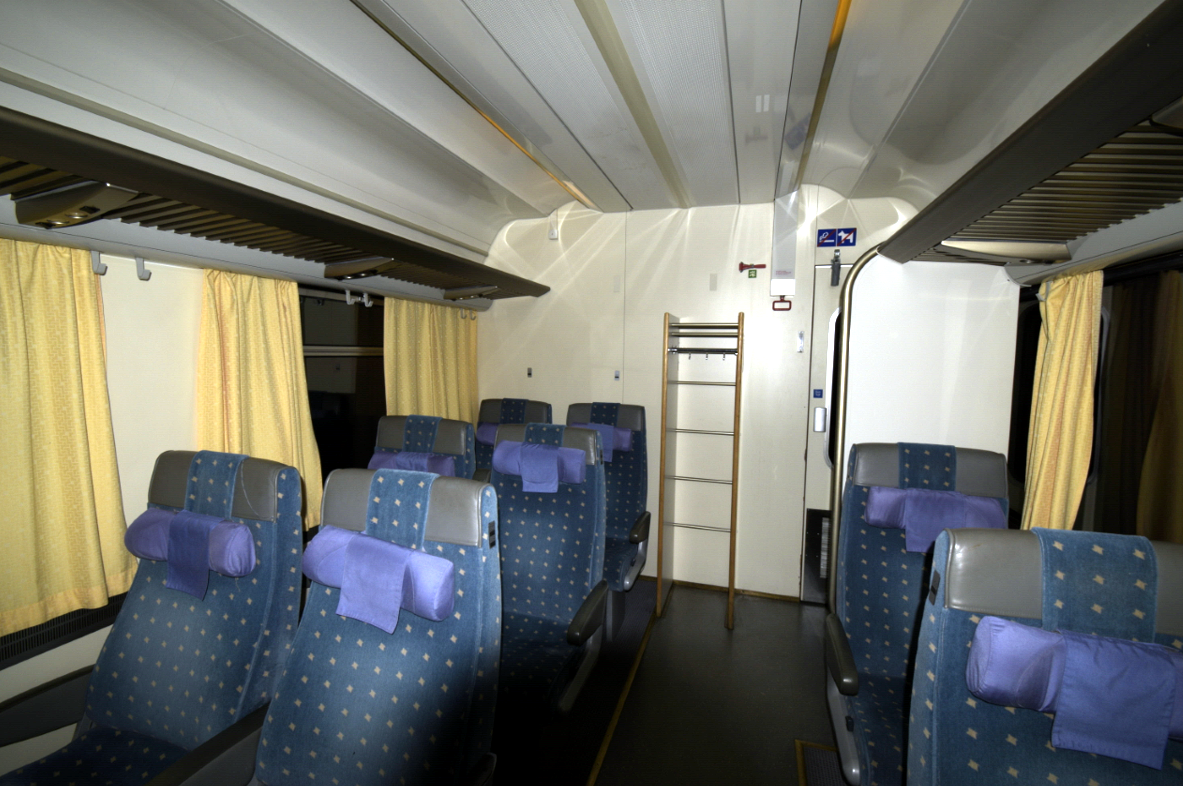
Den öppna avdelningen.
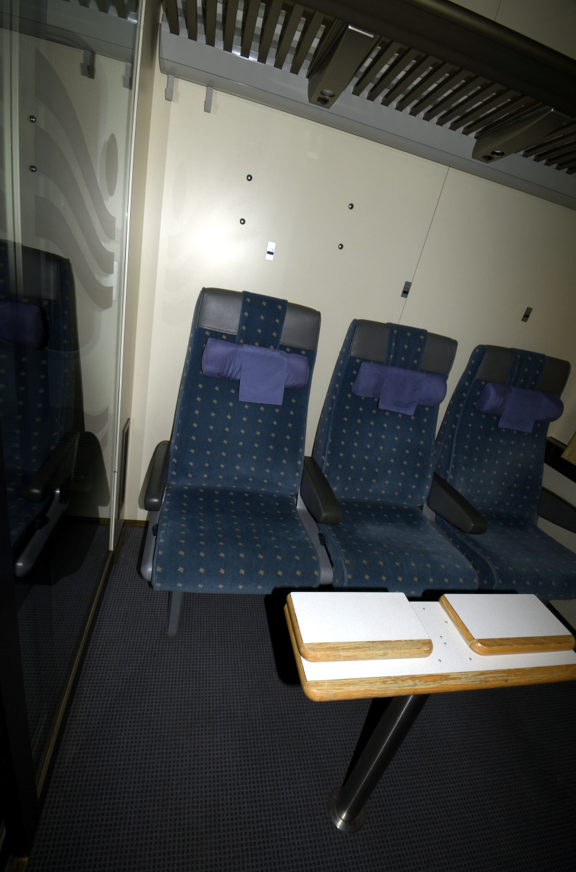
Salongen.
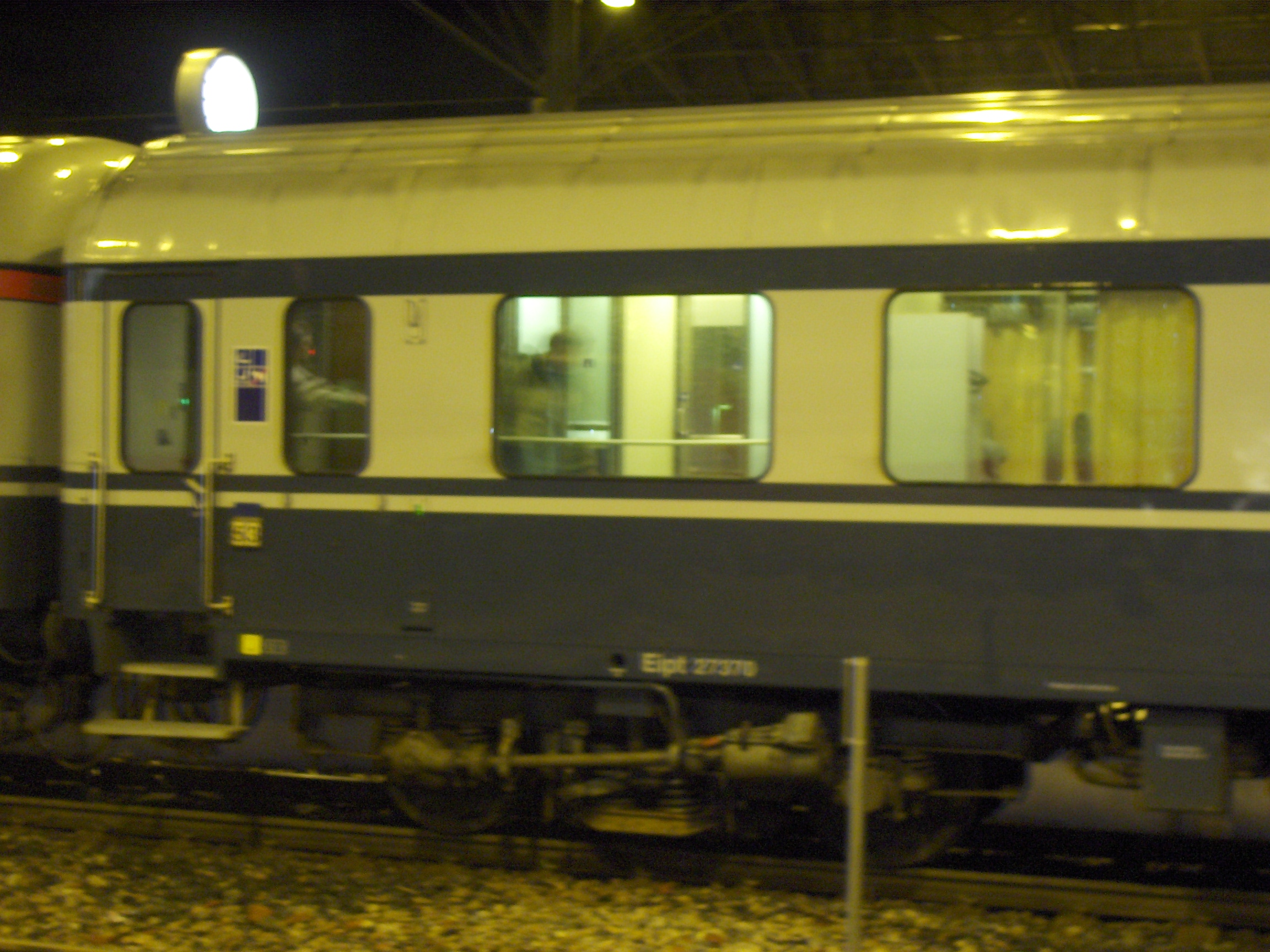